# Wini Shaw

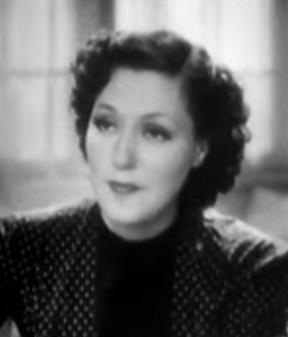
Wini Shaw in Smart Blonde (1937)

Winifred Shaw (* 25. Februar 1910 in San Francisco, Kalifornien als Winifred Lei Momi; † 2. Mai 1982 in New York City) war eine amerikanische Schauspielerin und Sängerin.

## Leben
Winifred Shaw, deren Geburtsjahr auch als 1899 oder 1907 angegeben wird, entstammte einer Theaterfamilie. Ihre Großeltern väterlicherseits stammten aus Hawaii bzw. Irland, mütterlicherseits aus Hawaii bzw. England. Nach Anfängen als Tänzerin und Sängerin im Vaudeville trat sie in den Ziegfeld Follies auf und kam in den 1930er Jahren zum Hollywood-Film.
Am bekanntesten ist Shaw für ihren Auftritt als Broadway Baby im Film Gold Diggers of 1935 (Warner Bros., 1935) unter der Regie von Busby Berkeley. Zu dem von Shaw gesungenen Filmlied Lullaby of Broadway wird im Film anfangs nur ihr weißes Gesicht vor dem Hintergrund eines schwarzen Bühnenvorhangs gezeigt, während die Kamera langsam heranfährt. Daran schließt ein Tag im Leben von Broadway Baby an, die tagsüber schläft und sich nachts amüsiert. Auch das Lied The Lady in Red wurde ursprünglich von Shaw gesungen; im Film In Caliente (1935) spielte sie die Sängerin Lois. Während ihrer Zeit bei Warner war Shaw mit der Schauspielerin Ruby Keeler befreundet und arbeitete auch mit ihr zusammen, so in Ready, Willing and Able (1937). Bereits 1939 war ihre Filmkarriere wieder beendet.
Während des Zweiten Weltkrieges tourte sie zusammen mit dem Entertainer Jack Benny zur Truppenunterhaltung. In den 1950er Jahren zog sie sich aus dem Entertainment-Geschäft zurück. Aus erster Ehe (⚭ 1924) mit Leo Lorrilard Lonoikauaki Cummins hatte sie zwei Kinder, Elizabeth Alta Kapeka Cummins (1925–1993) und John Adams Emilani Cummins (1928–1981). Wini Shaw war in zweiter Ehe (⚭ 1955) mit William O’Malley verheiratet. Shaw starb im Roosevelt Hospital und wurde auf dem Friedhof Calvary Cemetery in Queens begraben.

## Filmografie (Auswahl)
- 1934: Cross Country Cruise
- 1934: Sweet Adeline
- 1935: Page Miss Glory
- 1935: Gold Diggers of 1935
- 1935: In Caliente
- 1935: The Case of the Curious Bride
- 1935: Die Frau auf Seite 1 (Front Page Woman)
- 1936: Der Satan und die Lady (Satan Met a Lady)
- 1936: The Case of the Velvet Claws
- 1937: Ready, Willing and Able
- 1937: Smart Blonde
- 1939: Rhumba Land (Kurzfilm)